# Sali Berisha
Sali Berisha, född den 15 oktober 1944 i Tropoja i Albanien, är en albansk politiker (demokrat, tidigare tillhörande Albanska arbetets parti) och landets förste icke-kommunistiske president. Han tjänade som landets president mellan 1992 och 1997 och kom tillbaka som landets premiärminister över två mandatperioder från 2005 till 2013. Han efterträddes 2013 av Edi Rama.
Som kardiolog, universitetsprofessor, kommunistpartimedlem och ledande forskare blev han politiskt aktiv 1990 i studentrörelsen som krävde demokratiska reformer i Albanien. Berisha steg till presidentposten som partiledare för Demokratiska partiet (sedan 1991) efter att diktatorn Ramiz Alia tvingats avgå efter nyval, och tillträdde ämbetet den 9 april 1992. Han bibehöll ämbetet genom en rad ekonomiska kriser och fallerande pyramidspel fram till 1997, och anklagades själv för att ha använt auktoritära metoder för att underbygga sin maktställning. Berisha blev invald i Albaniens parlament vid allmänna valen 1991, 1992, 1997 och 2001. Berisha omvaldes den 3 februari 1997 men avgick en månad efter parlamentsvalet samma år då vänsterkoallitionen segrat.
Som partiledare i mer än två decennier återkom Berisha som Albaniens premiärminister den 11 september 2005, och segrade på nytt i valet 2009. Efter att ha förlorat valet 2013 mot Socialistiska partiets koalition ledd av Edi Rama valde Berisha att avgå som partiledare.